# Тарамаев, Сергей Иванович
Сергей Иванович Тарамаев (род. 8 октября 1958) — советский и российский актёр театра и кино, кинорежиссёр, сценарист. Заслуженный артист РФ (1996 год). Лауреат Государственной премии Российской Федерации (2001 год).

## Биография
В 1984 году окончил ГИТИС (курс Петра Фоменко).
В 1984—1985 годах играл в московском Театре миниатюр, в 1989—1991 годах — в московском Театре-студии «Человек». Среди ролей в последнем — Клиндорф в «Иллюзии» Пьера Корнеля.
В 1992—1996 годах Тарамаев работал в Театре на Малой Бронной под руководством Сергея Женовача. Среди ролей — Мельник в спектакле «Мельник — колдун, обманщик и сват», князь Мышкин в спектакле «Идиот», Серебряков в «Лешем» Антона Чехова.
В 1998 году сыграл в фильме «Игра в браслетах» режиссёра Никиты Хубова.
В 1999—2001 годах работал под руководством своего бывшего учителя в московском театре «Мастерская Петра Фоменко». Среди ролей — Михеев в спектакле «Одна абсолютно счастливая деревня», Сергей Михайлович в спектакле «Семейное счастие».
В 2001 вместе с женой, актрисой Любовью Львовой, покинул «Мастерскую Петра Фоменко», с тех пор в театре не играл.
В кино известен прежде всего благодаря роли Передонова в фильме Николая Досталя «Мелкий бес» (по роману Фёдора Сологуба).
Играл в сериалах «Достоевский» (брат писателя) и «Однажды в Ростове» (Фурманюк), «Чкалов» (авиакоструктор Поликарпов), фильмах «Обитаемый остров», «Брестская крепость», мини-сериалах «На ножах», «Саломея» и др.
В 2000-х годах занимался также продюсированием («Любовь в большом городе»).
В 2013 году снял свой дебютный фильм «Зимний путь» как сценарист и режиссёр (совместно с Любовью Львовой), обозначенный критиками как гей-драма. В прокате этот фильм показал четвертый худший результат в России, собрав около 15 тыс. долларов и 2,6 тыс. зрителей.
В 2015 году последовал фильм «Метаморфозис».

## Фильмография

### Режиссёр
- 2012 — Зимний путь
- 2015 — Метаморфозис
- 2018 — Доктор Преображенский (2 сезона)
- 2022 — Чёрная весна
- 2023 — Фишер

### Сценарист
- 2012 — Зимний путь
- 2015 — Метаморфозис
- 2018 — Амбивалентность
- 2022 — Чёрная весна
- 2024 - Дети перемен.

## Награды и номинации
- Кинофестиваль «Окно в Европу» 2013[5] — приз Гильдии киноведов и кинокритиков России.
- 11-й Московский Фестиваль отечественного кино «Московская премьера», конкурс «Арт-линия»[6] — Приз жюри киноклубов.
- 7-й Фестиваль российского кино в Лондоне — Главный приз «Лондонский лев»[7]. В комментарии жюри сказано: «Фильм не только роскошно снят. Это полное драмы и атмосферы исследование человеческих характеров, в котором соединились мощь актёрской игры и богатый кинематографический язык». Председатель жюри Йос Стеллинг добавил: «Это настоящее кино — делающее невидимое видимым, с мощным столкновением противоположностей. Этот фильм тронул моё сердце. Тема гомосексуализма в фильме совершенно не играла для меня никакой роли (даже метафизически). Для меня этот фильм приближается к шедевру исключительно благодаря его кинематографическим качествам»[8].
- 7-й Фестиваль «Спутник над Польшей», Варшава — почётный приз «за попытку преодолеть табу, рассказывая о России»[9].